# Вешка (Новгородская область)
Вешка — деревня в Шимском районе Новгородской области, входит в Медведское сельское поселение. Постоянное население деревни — 11 человек (2007).
Деревня расположена на правом берегу Мшаги, к югу от деревни Костково, на высоте 23 м над уровнем моря, в западном Приильменьи.

## История
Население деревни по переписи населения 1926 года — 262 человек. Вешка до августа 1927 года — деревня Медведской волости Новгородского уезда Новгородской губернии, затем, после упразднения Новгородской губернии, в составе Нижнеприхонского сельсовета вновь образованного Медведского района Новгородского округа Ленинградской области. 30 июля 1930 года Новгородский округ был упразднён. В соответствие постановлению Президиума ВЦИК от 20 сентября 1931 года Медведский район был упразднён и с сентября 1935 года в деревня в составе Нижнеприхонского сельсовета Новгородского района Ленинградской области, с января 1932 года по февраль 1935 года в составе Солецкого района прежнего сельсовета, затем в составе Нижнеприхонского сельсовета вновь образованного Шимского района Ленинградской области. Население Вешки в 1940 году было 152 человека. Во время Великой Отечественной войны, с августа 1941 года по февраль 1944 года деревня была оккупирована немецко-фашистскими войсками. С 30 июня 1944 года Шимский район в составе новообразованной Новгородской области.